# Gul guldmullvad
Gul guldmullvad (Calcochloris obtusirostris) är en däggdjursart som först beskrevs av Peters 1851.  Calcochloris obtusirostris ingår i släktet Calcochloris, och familjen guldmullvadar. IUCN kategoriserar arten globalt som livskraftig.

## Underarter
Arten delas in i följande underarter:
- C. o. obtusirostris
- C. o. chrysillus
- C. o. limpopoensis

## Utbredning
Guldmullvadar förekommer bara i Afrika, söder om Sahara. Just denna art förekommer i sydöstra Afrika i Moçambique, Swaziland samt angränsande delar av Zimbabwe och Sydafrika.

## Utseende
Djurets vikt varierar 15 – 37 gram, med en uppmätt medelvikt för hanarna på 28,1 gram och för honorna 24,5 gram. Kroppslängd varierar 82 – 110 millimeter, med en genomsnittlig vikt av 100,3 gram hos hanarna och 93,3 gram hos honorna. Trots det svenska trivialnamnet kan pälsen på ovansidan vara gulorange, orange, rödbrun, ljusbrun eller mörkbrun. Undersidan är täckt av ljusare päls som har samma variation. Kännetecknande för arten är den gulorange underullen. Hos andra guldmullvadar är underullen gråaktig. Liksom hos andra familjemedlemmar är ögonen täckta av hud och päls.

## Föda
Den gula guldmullvaden är insektsätare och lever framför allt av larver av svartbaggar, termiter, gräshoppor, flugor och små ödlor. Arten är främst aktiv under natten samt efter tider med regn. Den skapar underjordiska tunnelsystem.

## Habitat
Arten vistas i grässavanner och människans trädgårdar.

## Förökning
Parningstiden tros vara under de våta sommarmånaderna. Vanligen föds en eller två ungar per kull.